# گئورگ اشنایدر (بازیکن فوتبال، زاده ۱۸۹۲)
گئورگ اشنایدر (انگلیسی: Georg Schneider; ۲۲ آوریل ۱۸۹۲ – ۵ ژانویهٔ ۱۹۶۱) بازیکن فوتبال اهل آلمان بود.
از باشگاه‌هایی که در آن بازی کرده‌است می‌توان به باشگاه فوتبال بایرن مونیخ اشاره کرد.
وی همچنین در تیم ملی فوتبال آلمان بازی کرده‌است.